# Лэнсдаун Роуд
«Лэ́нсдаун Ро́уд» (англ. Lansdowne Road, ирл. Bóthar Lansdún) — регбийный и футбольный стадион в Дублине, Ирландия, являлся домашней ареной сборной Ирландии по регби, а иногда местом проведения домашних матчей сборной Ирландии по футболу.
Построен в 1872 году. В 2007 году снесён для строительства на том же месте стадиона «Авива».

## История
Стадион был построен в 1872 году и назван в честь проходящей по соседству дорожной трассы Lansdowne Road. Первый регбийный матч был сыгран на стадионе в декабре 1876 года между клубами «Ленстер» и «Манстер». В марте 1878 года на стадионе состоялась первая международная регбийная встреча между сборными Ирландии и Англии. Первый международный футбольный матч состоялся в День святого Патрика, 17 марта 1900 года — Ирландия — Англия (2:0). За более чем столетнюю историю стадион многократно перестраивался и реконструировался, значительные изменения во внешнем виде происходили в 1908, 1927, 1977, 1983 годах.
Последний международный матч по регби прошёл на стадионе 26 ноября 2006 года, а по футболу — 15 ноября 2006. 3 декабря стадион последний раз принял матч по футболу, а 31 декабря состоялась последняя игра в истории Лэнсдаун Роад — состязание двух ирландских регбийных команд наблюдали 48 000 зрителей. В мае 2007 года начался снос стадиона.
До сноса являлся старейшим в мире из используемых стадионов, на которых проводятся матчи национальных регбийных сборных.